# Панча-сукта
Панча-сукта (санскр. पञ्चसूक्त, pancha sūkta «п'ять гімнів») — п'ять ведичних гімнів (в основному з Рігведи і Яджур-веди), що мають велику цінність для всіх чотирьох основних традицій індуїзму. Використання цих гімнів як складової частини канону є показником приналежності тієї чи іншої школи до ведичної традиції і визнання її послідовниками авторитету Вед. Читання Панча-сукта відбувається під час Абхішек в індуїстських храмах.
Деякі з послідовностей читання:
Вайшнавізм
1. Пуруша-сукта
2. Нараяна сукта
3. Шрі сукта
4. Бху сукта
5. Ніла сукта

Смартізм
1. Пуруша сукта
2. Нараяна сукта
3. Рудра-сукта
4. Шрі сукта
5. Дурга сукта

Шактизм
1. Деві сукта
2. Дурга сукта
3. Шрі сукта
4. Бху сукта
5. Ніла сукта

шиваїзм
1. Рудра-сукта
2. Пуруша сукта
3. Дурга сукта
4. Шрі сукта
5. Бху сукта

Є й інші послідовності читання — наприклад:
- Вайшнавізм — Пуруша сукта, Шрі сукта, Бху сукта, Ніла сукта, Шанті сукта (Шанті Вачанам)
- Шактизм — Дурга сукта, Шрі сукта, Медхі сукта, Бху сукта, Бхага сукта.